# Бурем, Мика
Ми́ка Сью Бу́рем (англ. Mika Sue Boorem; род. 18 августа 1987, Тусон) — американская актриса.

## Биография

### Юность
Родилась 18 августа 1987 года в городе Тусон, штат Аризона, США в семье Холли и Бенджамина Бурем. У нее есть старший брат, Бенджамин-младший Ее отец по профессии геммолог. Она начала играть в местном театре в Аризоне, а затем переехала со своей семьей в Лос-Анджелес, где посещала Французский лицей и франко-английскую школу.

### Карьера
Свою первую телевизионную роль Бурем получила в 1996 году в сериале «Прикосновение ангела». Затем последовала эпизодическая роль в фильме «Воспитание маленького дерева», основанном на мемуарах Форреста Картера. За эту роль она была номинирована на премию «Молодой актёр». Позже она снялась в таких сериалах, как «Элли Макбил» и «Уолтоны». Затем она сыграла роль второго плана в рождественском фильме Джек Фрост, за которую она была номинирована на премию YoungStar Award.
В 1998 году на экраны выходит фильм «Могучий Джо Янг» с участием Мики. В конце 1999 года она сыграла роль Джун в драме «Женские тайны».
В 2000 году Бурем сыграла одну из главных ролей в исторической драме «Патриот». Она принесла ей номинацию на премию Молодой актёр. В следующем году она снялась в триллере «И пришёл паук» с Морганом Фриманом и Моникой Поттер и в драме «Сердца в Атлантиде». Затем последовала роль второго плана в драме «Сильная женщина» и роль младшей сестры Кейт Босворт в фильме «Голубая волна». В 2003 году она сыграла роль Мэйн в романтической комедии «Каролина». В период с 2002 по 2003 год у Бурем была постоянная роль в шестом сезоне сериала «Бухта Доусона». За свою роль она получила номинацию на премию Teen Choice Award.
В 2004 году она сыграла роль Ханны в подростковой комедии «Ночная тусовка», а затем второстепенную роль в танцевальной мелодраме «Грязные танцы 2: Гаванские ночи». В независимой драме «Улыбка» Бурем сыграла девушку из Малибу, которая подружилась с молодой китаянкой с деформацией лица. В следующем году она снялась в главной роли в телевизионном фильме «Посвящение Сары», а также в телевизионной драме «Августа, унесенная». В 2007 году она получила роль в сериале «Доктор Хаус».
В 2008 году она снялась в сериале Говорящая с призраками и в драме «Дальнобойщица». В том же году Бурем снялась в клипе Дэвида Кука «Light On». В 2010 году она сыграла второстепенную роль в психологическом фильме ужасов «Палата».
В 2012 году она снялась в триллере Армана Мастроянни «Темное желание». В 2013 году сняла свою дебютную режиссёрскую работу — «Люби ближнего».
В 2015 году она сняла короткометражный фильм «Люби своего соседа», который принес ей награду за лучшую режиссуру на кинофестивале Hang On Your Shorts в Нью-Джерси. Ее следующим дебютом в полнометражном кино станет фильм «Hollywood.Con» в 2021 году в Голливуде. Это приключенческая комедия, действие которой происходит в Гватемале, в главных ролях Том Арнольд, Пейдж Говард, Девин Рэтрей, Брайан Краузе и Коди Каш, а также сама Бурем.
В апреле 2019 года Бурем посетила Арканзасскую академию искусств, чтобы представить семинар по киноиндустрии.

## Личная жизнь
Мика — подруга Алексы Веги. Помимо английского языка, свободно говорит по-французски.

## Избранная фильмография
| Год       |     | Русское название                     | Оригинальное название                      | Роль                       |
| --------- | --- | ------------------------------------ | ------------------------------------------ | -------------------------- |
| 1995      | ф   | Шёпот сердца                         | Mimi wo sumaseba                           | Кинуйо, озвучка            |
| 1996      | с   | Горящая зона                         | The Burning Zone                           | маленькая девочка          |
| 1996—2003 | с   | Прикосновение ангела                 | Touched by an Angel                        | Корнелия / Селин / Мелисса |
| 1997      | с   | Шоу Дрю Кэри                         | The Drew Carey Show                        | Сара                       |
| 1997      | тф  |                                      | A Walton Easter                            | Карла                      |
| 1997      | с   | Сабрина — маленькая ведьма           | Sabrina, the Teenage Witch                 | юная Зельда                |
| 1997      | с   | Элли Макбил                          | Ally McBeal                                | Элли в 7 лет               |
| 1997      | ф   | Приключения маленького индейца       | The Education of Little Tree               | девочка                    |
| 1997—1998 | с   | Шоу Тома                             | The Tom Show                               | Алиса Амрос                |
| 1998      | с   | Крутой Уокер: правосудие по-техасски | Walker, Texas Ranger                       | Дженнифер Макгуир          |
| 1998      | ф   | Джек Фрост                           | Jack Frost                                 | Натали                     |
| 1998      | ф   | Могучий Джо Янг                      | Mighty Joe Young                           | юная Джилл Янг             |
| 1999      | с   | Провиденс                            | Providence                                 | Зои                        |
| 1999      | тф  | Память в моем сердце                 | A Memory in My Heart                       | Лили Стюарт                |
| 1999      | ф   | Женские тайны                        | Things You Can Tell Just by Looking at Her | Джун                       |
| 2000      | ф   | Патриот                              | The Patriot                                | Маргарет Мартин            |
| 2001      | ф   | И пришёл паук                        | Along Came a Spider                        | Меган Роуз                 |
| 2001      | ф   | Сердца в Атлантиде                   | Hearts in Atlantis                         | Кэрол Гербер               |
| 2001      | ф   | Сильная женщина                      | Riding in Cars with Boys                   | Беверли                    |
| 2002      | ф   | Голубая волна                        | Blue Crush                                 | Пенни Чедвик               |
| 2002—2003 | с   | Бухта Доусона                        | Dawson's Creek                             | Харли Хитсон               |
| 2003      | ф   | Каролина                             | Carolina                                   | Майне Мирабо               |
| 2004      | ф   | Грязные танцы 2: Гаванские ночи      | Dirty Dancing: Havana Nights               | Сьюзи Миллер               |
| 2004      | ф   | Ночная тусовка                       | Sleepover                                  | Ханна                      |
| 2005      | ф   | Улыбка                               | Smile                                      | Кэти                       |
| 2006      | тф  | Пропащая Августа                     | Augusta, Gone                              | Августа                    |
| 2006      | тф  | Посвящение Сары                      | The Initiation of Sarah                    | Сара Гудвин                |
| 2007      | с   | Доктор Хаус                          | House                                      | Ханна Моргантал            |
| 2007      | тф  | Джесси Стоун                         | Jesse Stone: Sea Change                    | Кэтлин Холтон              |
| 2008      | ф   | Дальнобойщица                        | Trucker                                    | Плам                       |
| 2008      | с   | Говорящая с призраками               | Ghost Whisperer                            | Оливия Келлер              |
| 2009      | ф   |                                      | The 2 Bobs                                 | Skull Muncher              |
| 2010      | ф   | Палата                               | The Ward                                   | Элис                       |
| 2011      | ф   | Подходящий день, чтобы сделать это   | Good Day for It                            | Эмили                      |
| 2011      | ф   |                                      | Virgin Alexander                           | Брук                       |
| 2011      | ф   | Улица                                | 1 Out of 7                                 | Криси                      |
| 2012      | ф   | Коварный план                        | A Dark Plan                                | Эрин                       |
| 2012      | кор | Пробуждение                          | Awake                                      | Кайли                      |
| 2013      | кор |                                      | Out to Lunch                               | Мэдисон                    |
| 2015      | ф   |                                      | Dweller                                    | Клэр Кингсли               |

## Номинации и награды
| Год  | Награда                                           | Категория                                                             | Работа                         | Результат |
| ---- | ------------------------------------------------- | --------------------------------------------------------------------- | ------------------------------ | --------- |
| 1998 | Молодой актёр                                     | Best Performance in a Feature Film — Young Actress Age Ten or Under   | Приключения маленького индейца | Номинация |
| 1998 | Молодой актёр                                     | Best Performance in a TV Comedy Series — Guest Starring Young Actress | Шоу Дрю Кэри                   | Номинация |
| 1999 | YoungStar Award                                   | Best Performance by a Young Actress in a Drama Film                   | Джек Фрост                     | Номинация |
| 2001 | Молодой актёр                                     | Best Ensemble in a Feature Film                                       | Патриот                        | Номинация |
| 2002 | Молодой актёр                                     | Best Performance in a Feature Film — Supporting Young Actress         | Сердца в Атлантиде             | Номинация |
| 2003 | Teen Choice Award                                 | Choice TV Sidekick                                                    | Бухта Доусона                  | Номинация |
| 2005 | Молодой актёр                                     | Best Performance in a Feature Film — Young Ensemble Cast              | Ночная тусовка                 | Номинация |
| 2005 | Stony Brook Film Festival — Audience Choice Award | Best Feature                                                          | Улыбка                         | Победа    |
| 2014 | Hang Onto Your Shorts Film Festival Award         | Лучшая комедийная актриса короткометражного фильма                    | Out to Lunch                   | Номинация |
| 2015 | Hang Onto Your Shorts Film Festival Award         | Лучший режиссёр короткометражного фильма                              | Люби ближнего                  | Победа    |